# Dysmachus dentiger
Dysmachus dentiger är en tvåvingeart som beskrevs av Richter 1962. Dysmachus dentiger ingår i släktet Dysmachus och familjen rovflugor. Inga underarter finns listade i Catalogue of Life.